# Chrysler Building
Chrysler Building je mrakodrap v New Yorku, jednom z nejvýznamnějších měst Spojených států amerických. Nachází se na Manhattanu (Midtown Manhattan) a patří mezi nejznámější symboly města, hlavně díky charakteristické špičce. Jako první mrakodrap na světě překročil výšku Eiffelovy věže (300 m) a pokořil magickou hranici 1000 stop (305 m), vyrostl až do výšky 318 m, dokončen byl roku 1930. V dnešní době je jedenáctným nejvyšším mrakodrapem v New Yorku, ale o toto místo se dělí s budovou New York Times Tower. Budova je postavena ve stylu art deco, který byl pro 30. léta typický.

## Historie

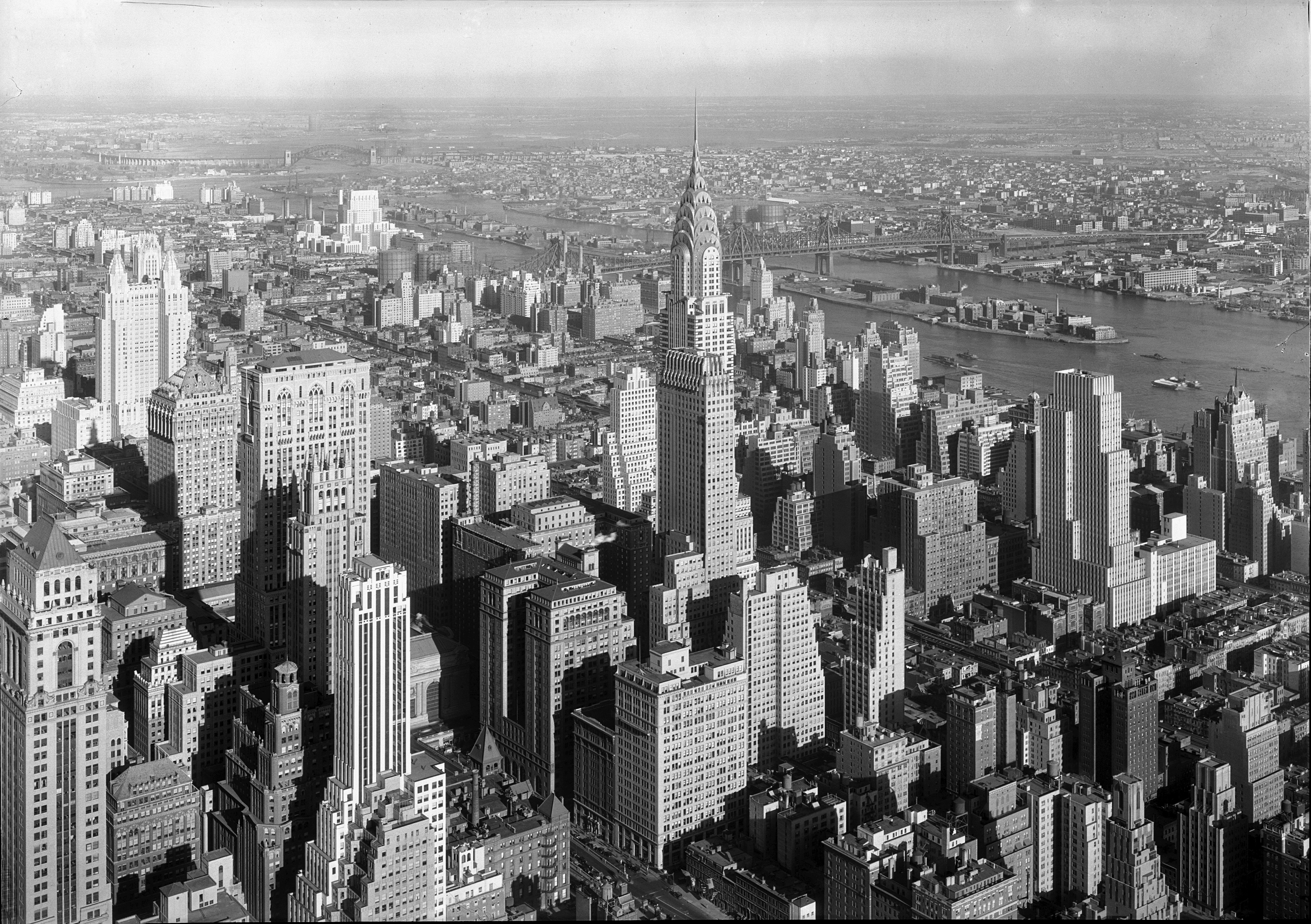
Chrysler Building a Midtown Manhattan v New Yorku v roce 1932

Budovu navrhl architekt William Van Alen pro Waltera P. Chryslera, velkoakcionáře společnosti Chrysler Corporation. Tehdy se v New Yorku soutěžilo o to, kdo postaví nejvyšší mrakodrap světa, a tak chtěl William Van Alen v této honbě za oblaky vyhrát a navrhl projekt pro výstavbu nejvyšší budovy. Plány mu překazili architekti Hreve, Lamb and Harmon se svým plánem Empire State Building. Chrysler Building se sice stala nejvyšší budovou světa, ale jen na 11 měsíců, poté ji značně přerostla budova Empire State Building, která se posléze stala nejvyšší budovou.

### Výstavba
Stavba Chrysler Building byla zahájena dne 19. září 1928. Pozemek, na kterém budova stojí, darovala Cooperova unie pro rozvoj vědy a umění. Budova relativně rychle rostla. Každý týden byla dokončena čtyři podlaží, navíc při její stavbě nedošlo k žádné smrtelné nehodě. Aby si Chrysler Building vydobyla pozici nejvyšší stavby světa a překročila výšku Eiffelovy věže (300,5 m), byla těsně před jejím dokončením přímo uvnitř budovy sestavena 58,4 m vysoká ocelová špička. Ta byla následně vysunuta 23. října 1929. Chrysler Building se tak stala nejen nejvyšší budovou světa, ale i nejvyšší stavbou jakéhokoliv druhu. Slavnostní otevření pro veřejnost se konalo 27. května 1930. Prvenství si však mrakodrap neužil dlouho, o necelý rok později jej zastínil značně vyšší Empire State Building. Budova Chrysler Building si ale jedno výškové prvenství udržela, a to že je nejvyšší budovou světa postavenou z cihel s ocelovou konstrukcí.
V roce 1978–1979 proběhla rekonstrukce budovy, při které byly zrekonstruovány fasáda a vstupní hala. Věž prošla až rekonstrukcí, která byla dokončena v roce 1995.

### Vlastníci
Chrysler Corporation se nikdy nestala majitelem budovy. Walter P. Chrysler ji pouze nechal postavit jako investici pro svou rodinu. Chryslerova rodina prodala dům v roce 1947. Chrysler Corporation se jako nájemník z budovy vystěhovala v roce 1950 a v roce 1957 byl mrakodrap koupen společnostmi Sol Goldman a Alex DiLorenzo Massachusetts Mutual Life Insurance Company. Od roku 1979 byla budova ve vlastnictví firmy Jack Kent Cooke. V roce 1998 koupily budovu za 220 milionů amerických dolarů firmy Tishman Speyer Properties a Travelers Insurance. V roce 2001 bylo 75 % vlastnictví budovy prodáno za 300 milionů dolarů firmě TMW. Tuto firmu a dalších 15 % podílu na budově koupila pak v roce 2008 státní investiční společnost z emirátu Abú Zabí Abu Dhabi Investment Council a stala se tak z 90 % novým vlastníkem budovy Chrysler Building.

## Architektura

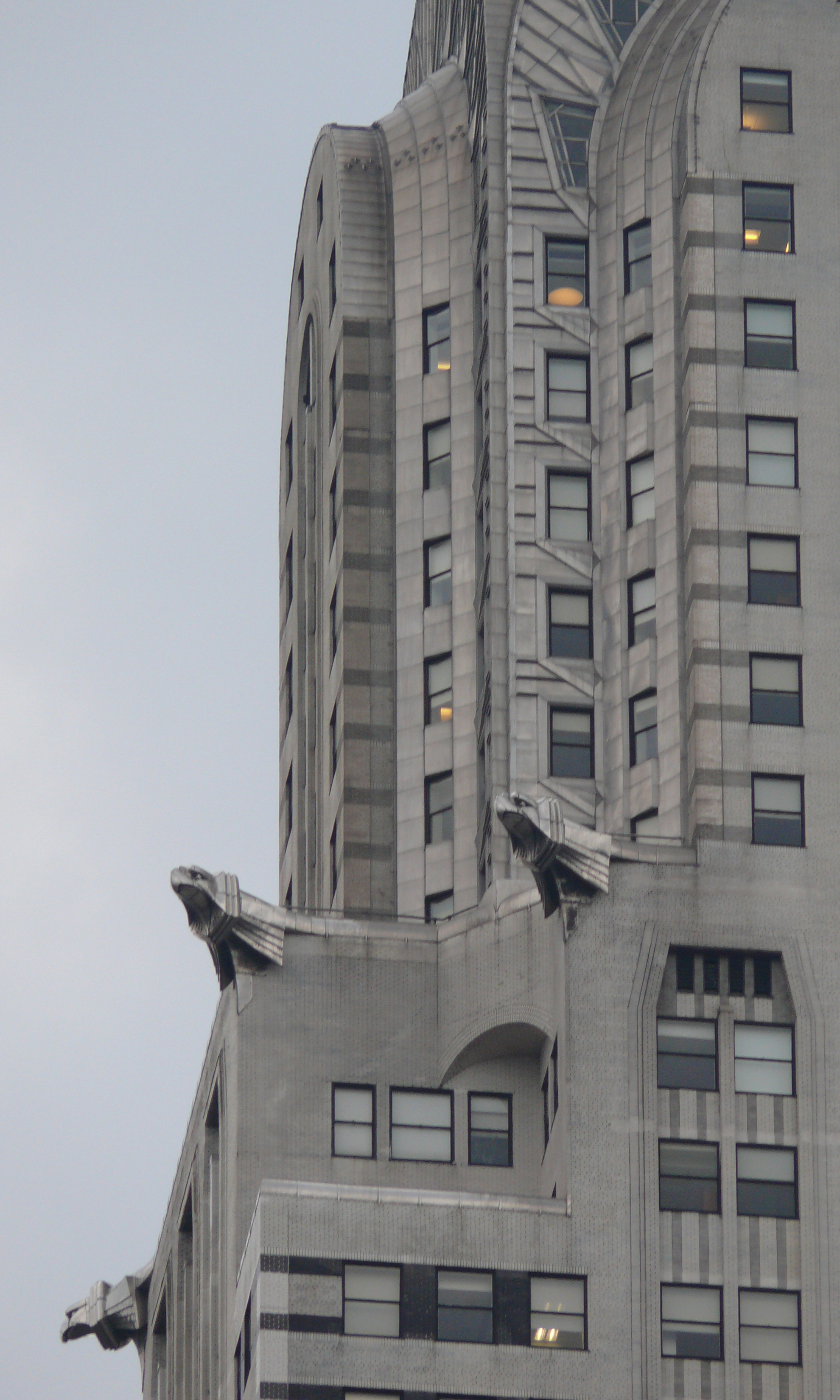
Orlí hlavy v 61. patře

Chrysler Building je považována za mistrovské dílo v architektonickém stylu Art Deco. Charakteristická špice mrakodrapu a její celková podoba byla inspirativní pro mnoho budov ve světě (např. One Liberty Place). V současné době budova obsahuje celkově 3 862 oken a 32 výtahů, ty byly navrženy firmou Otis Elevator Corporation. Konstrukce budovy se skládá z ocelové kostry a cihlové vyzdívky. Na stavbu bylo použito přibližně 3 826 000 cihel a 20 960 tun oceli. Je nejvyšší budovou světa postavenou z cihel s ocelovou konstrukcí. V roce 1976 byla prohlášena za národní kulturní památku.
Rohy na 61. patře zdobí osm ocelových orlů, zvětšené kopie ozdob z předních masek vozů Chrysler vyrobených v roce 1929. Na 31. patře jsou rohy zdobeny křídly orlice Chrysler.
Špice vážící 30 tun se skládá ze sedmi postupně se zmenšujících oblouků vyrobených z nerezavějící oceli a s trojúhelníkovými okny. Byla zde použita nerezavějící ocel vyvinutá v Německu, prodávaná pod obchodním názvem „Nirosta“. V 71. patře se nachází vyhlídková místnost, která však v současné době není přístupná veřejnosti.
Reflektory jsou umístěné na dvou místech budovy. Část reflektorů je umístěna přímo v ocelové špici, díky tomu svítí všechna okna trojúhelníkového tvaru. Druhá část je umístěna na střeše 61. patra. O osvětlení mrakodrapu se v noci stará přibližně 10 000 žárovek.
Interiér je zdoben egyptskými motivy a na stropě ve 25. patře se nachází freska od malíře Edwarda Trumbulla nazvaná „Doprava a lidské úsilí“. Vstupní lobby je obloženo různými druhy mramoru, onyxu a jantaru.

## Poloha a přístup k budově
Chrysler Building se nachází v newyorské čtvrti Midtown na Manhattanu, a to na křižovatce Lexington Avenue a 42. ulice (42nd Street).
K budově se lze bez problémů dostat autem (taxíkem) nebo i pěšky. Poblíž budovy jezdí i mnoho autobusových linek a nedaleko od budovy se nachází dvě stanice newyorského metra (Subway) s názvy Grand Central - 42nd St Station a Grand Central Station, kterými projíždí linky 4, 5, 6 a 7. Jeden blok směrem na severozápad se nachází známá železniční stanice Grand Central Terminal.

## Výskyt budovy ve filmech
Jako jedna z hlavních dominant New Yorku se Chrysler Building objevila v mnoha známých filmech. Bylo to např. v roce 1998 ve filmu Godzilla, kdy se budova fiktivně stala obětí rakety určené ke zničení netvora. Ve stejném roce ve snímku Armageddon ji zasáhl meteorit. V roce 2001 jsme mohli vidět Chrysler Building zcela pod vodou, a to ve filmu A.I. Umělá inteligence. Můžeme ji dále vidět ve filmu Spider-Man z roku 2002, kde si na ni sedl pavoučí muž. Budova se objevila také ve filmu Muži v černém 3, Will Smith z budovy seskočil k zemi.

## Galerie

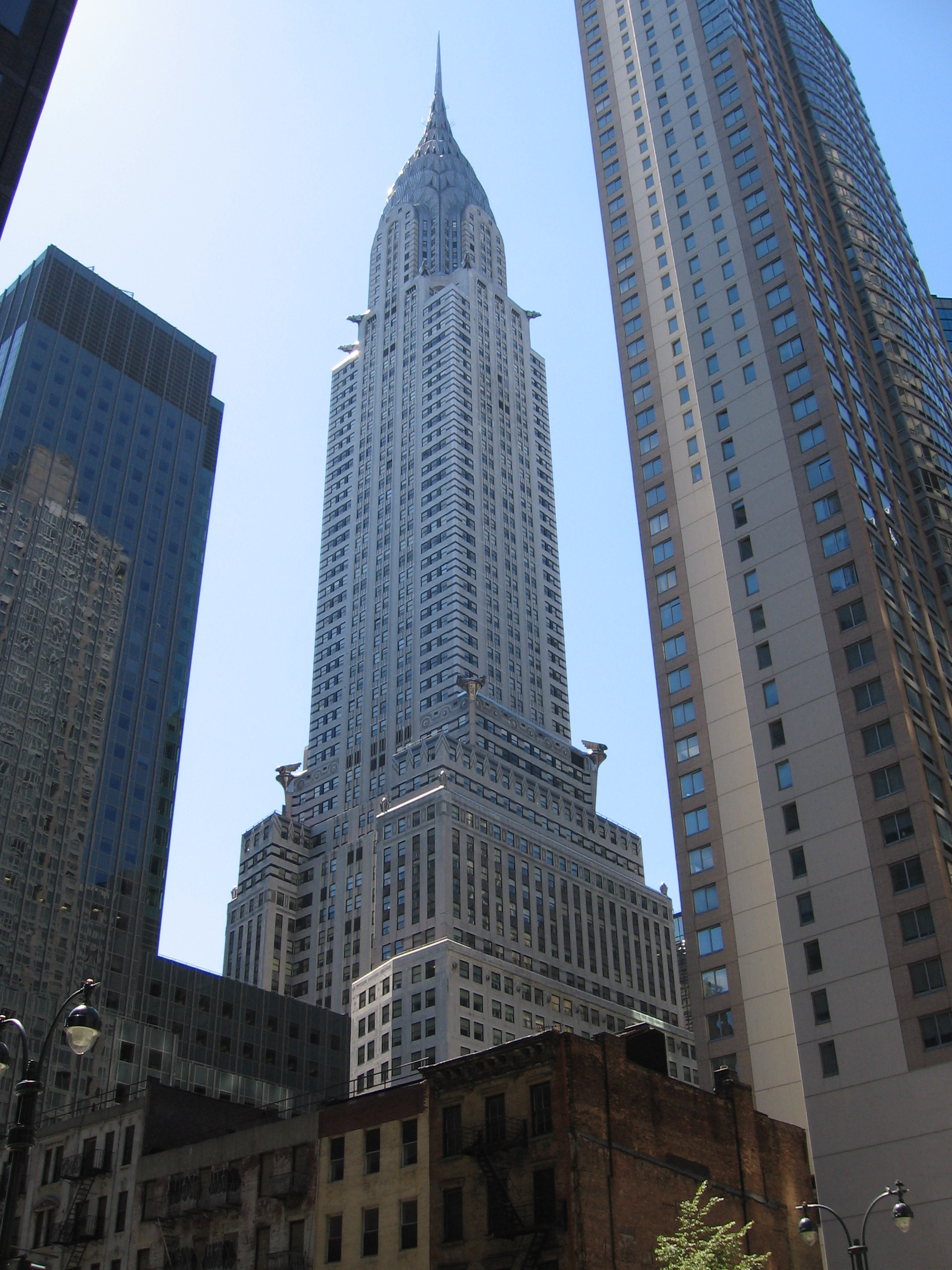
Chrysler Building
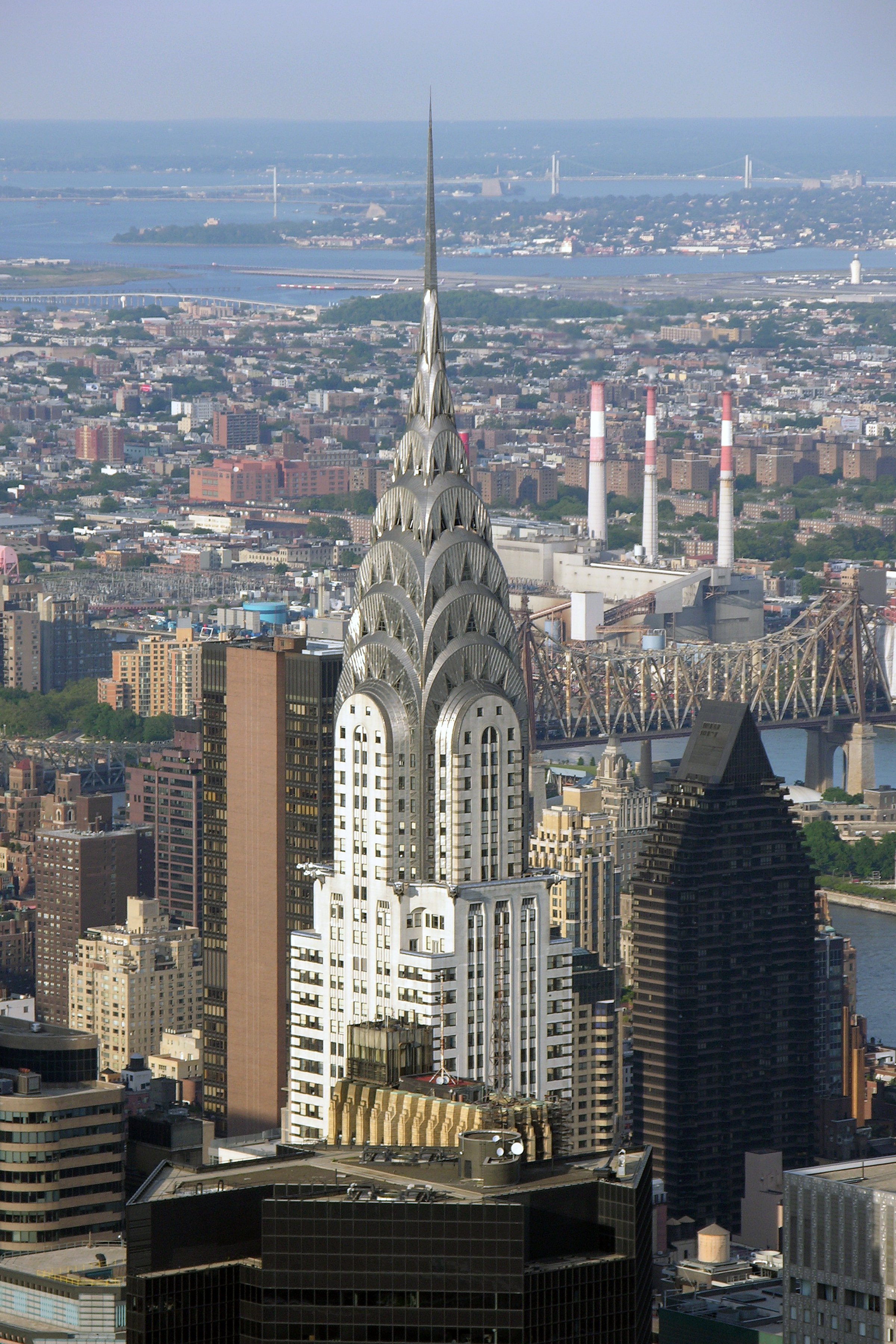
Chrysler Building
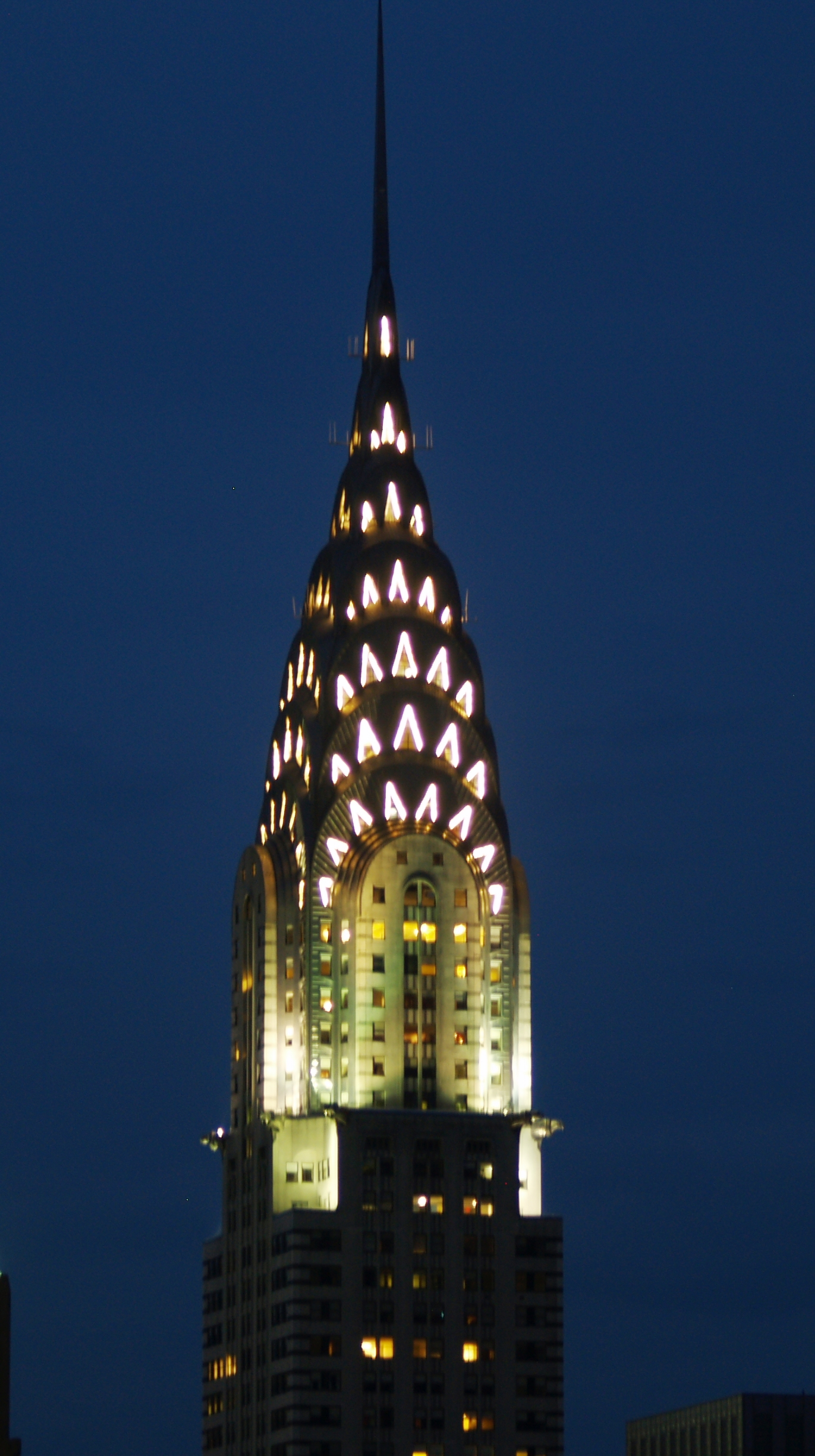
Chrysler Building v noci
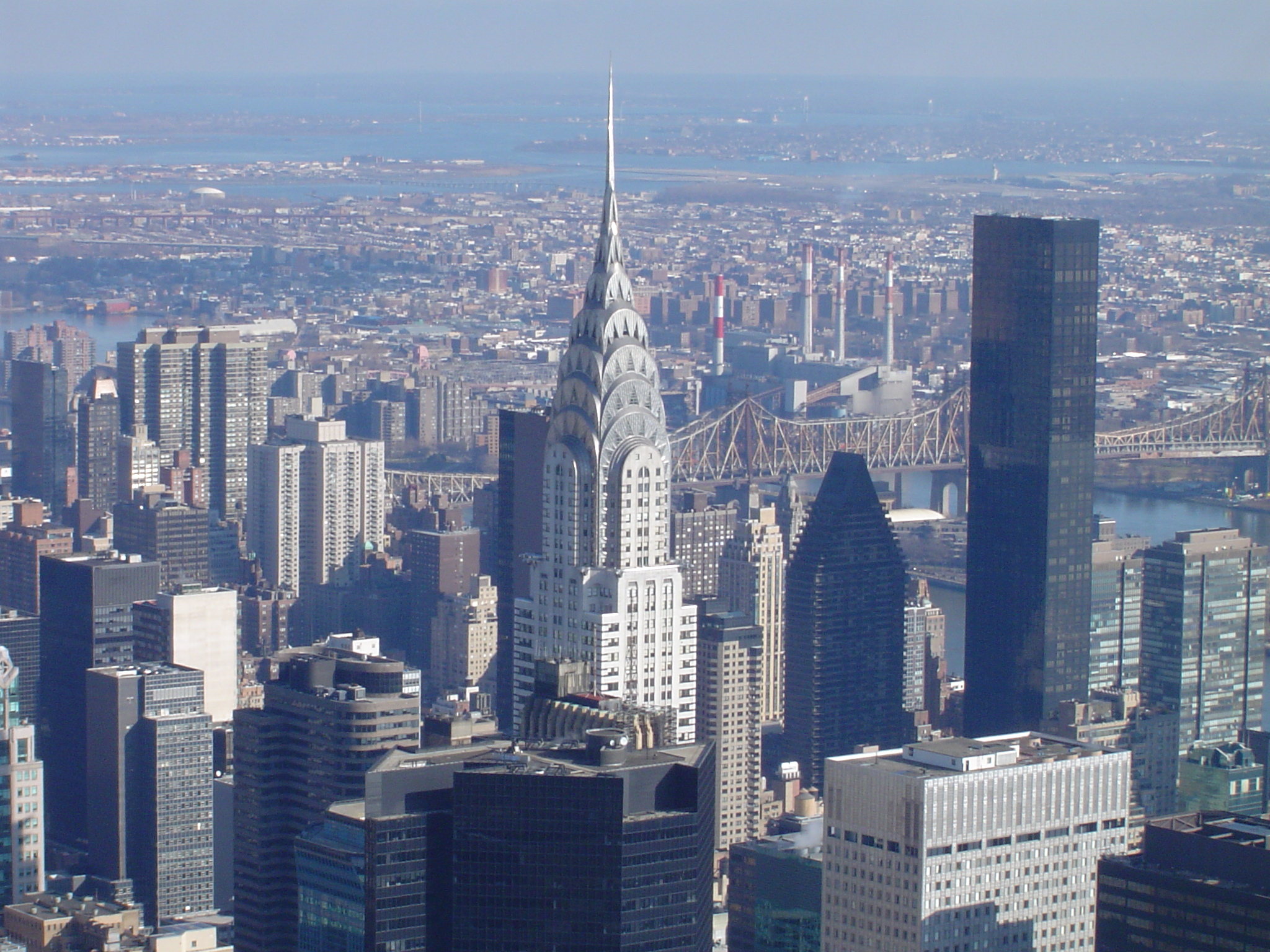
Chrysler Building
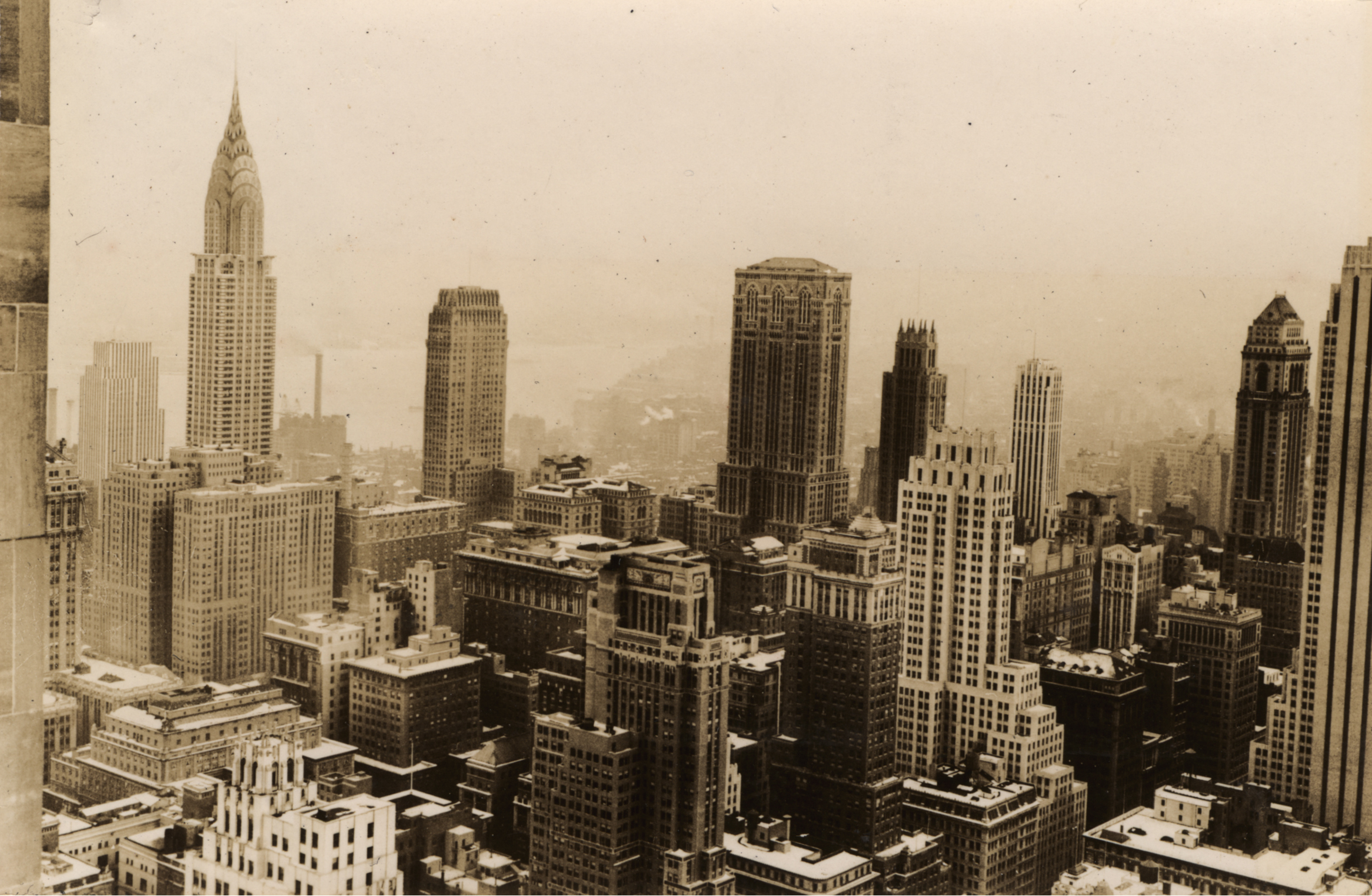
Chrysler Building v minulosti
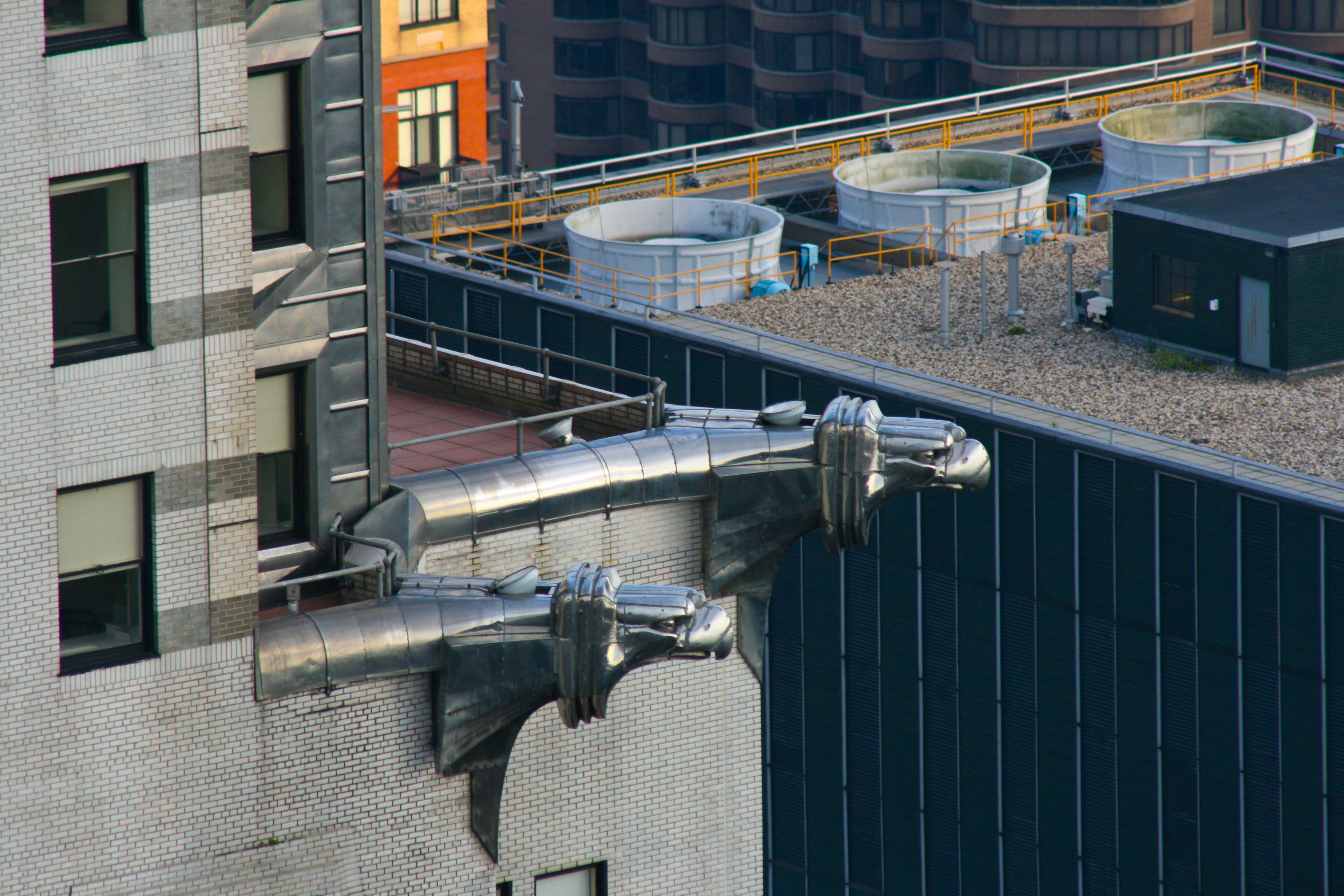
Orlí hlavy
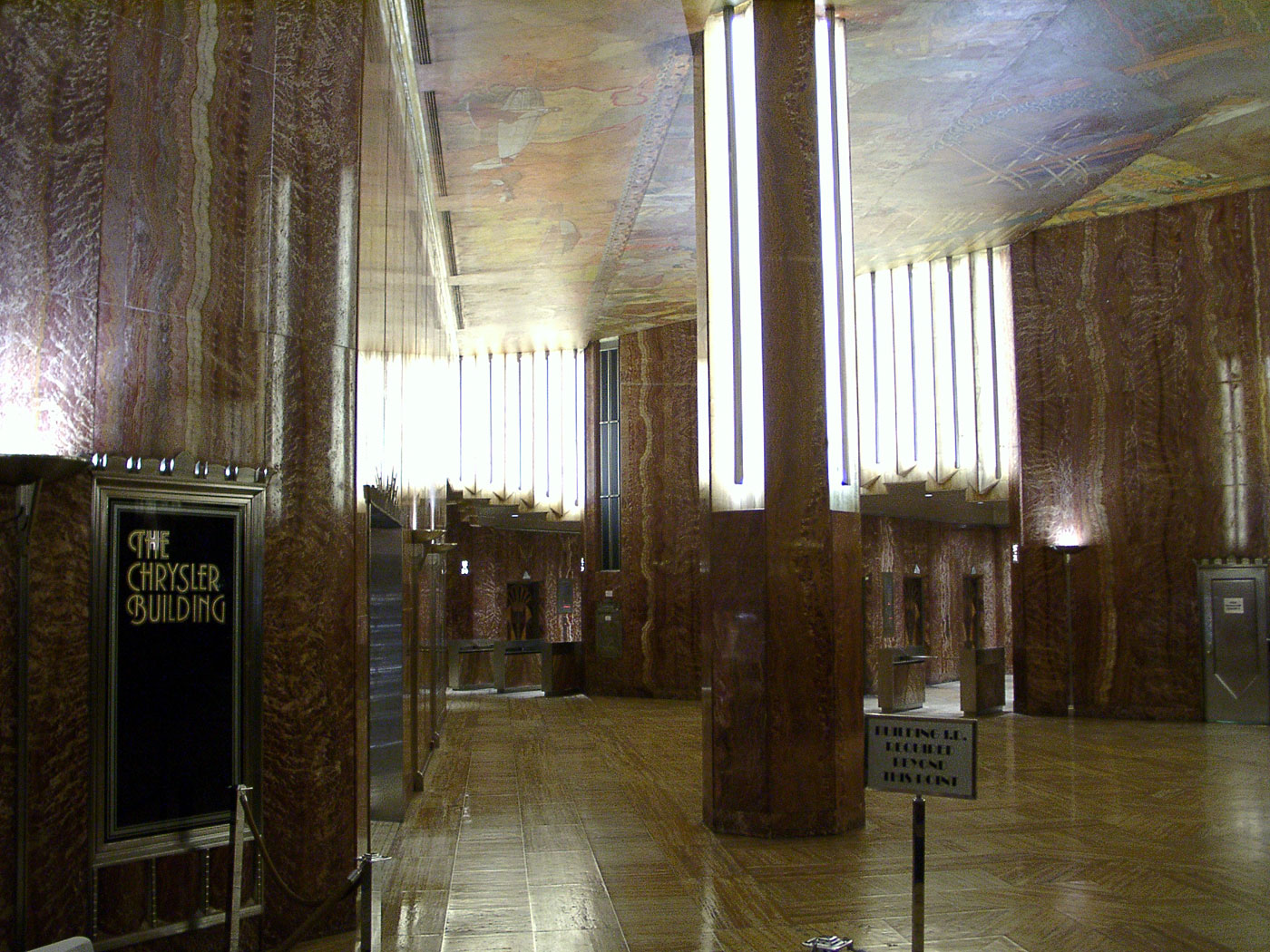
Vstupní lobby
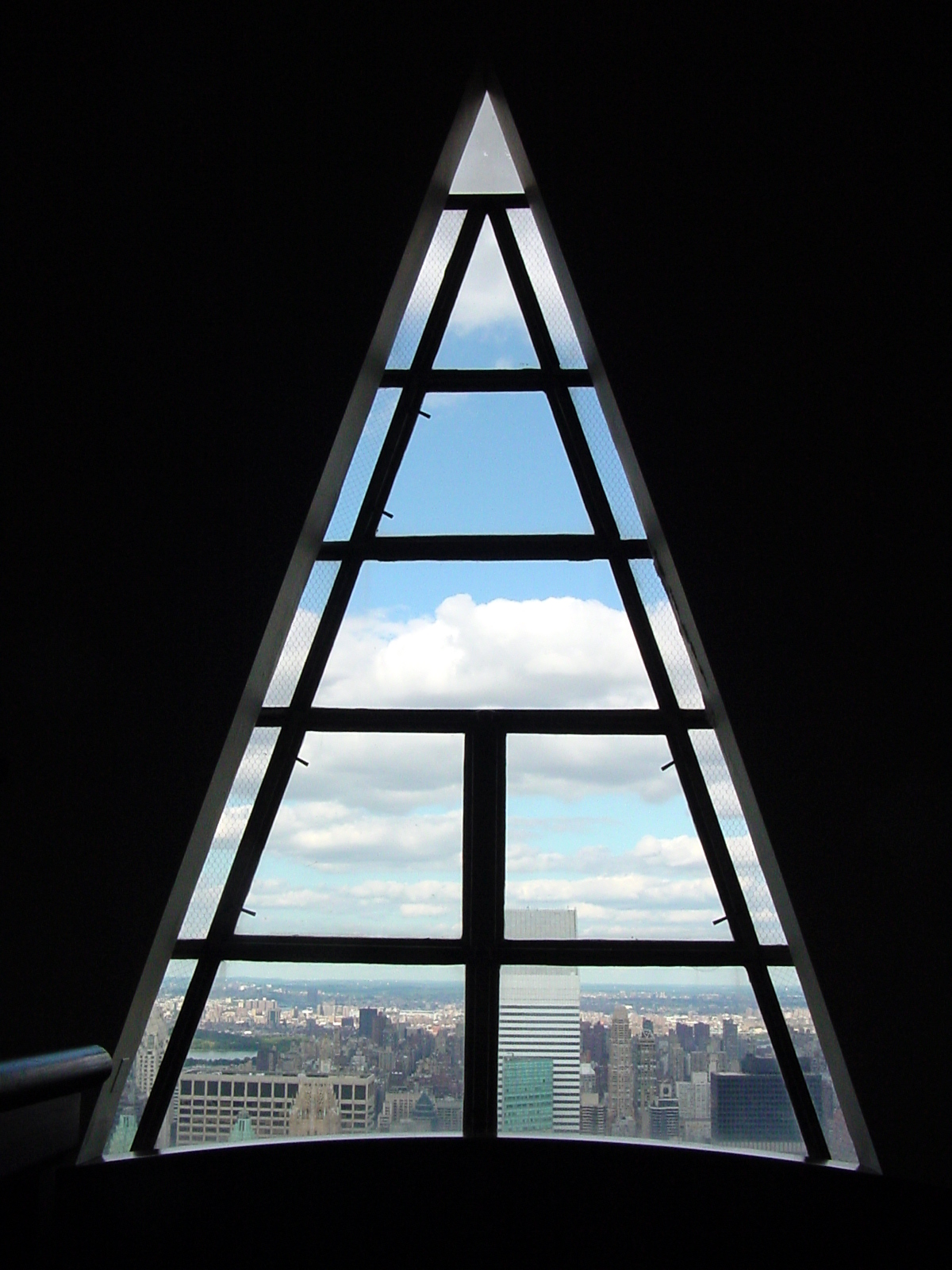
Severní okno v ocelové špici